# Sándy Gyula
Sándy Gyula (Eperjes, 1868. július 25. – Budapest, 1953. június 12.) építészmérnök, műegyetemi tanár, Konok Tamás (1930–2020) Kossuth-díjas festőművész nagyapja.

## Származása
Édesapja Sándy Gyula (1827–1894) festőművész és evangélikus gimnáziumi rajztanár, édesanyja Jánosdeák Paulina (1843–1945) volt.
Egyik dédanyjának (Ferenczy Zsuzsannának) fivérei voltak Ferenczy József sárospataki református esperes, illetve Ferenczy István, a 19. századi magyar szobrászat kiemelkedő alakja is, akik jelentős hatást gyakoroltak egész családjukra, így a Sándyékra is; a kultúra és az evangélikus egyház iránti felelősségérzet és szenvedély az ifjú Sándy Gyulát is jellemezte családja több tagjával egyetemben.

## Életpályája
Tanulmányait a budai Evangélikus Elemi Iskolában kezdte, majd a Budapesti II. Kerületi Királyi Egyetemi Katolikus Főgimnázium (1878–1886) elvégzése után a József Műegyetemen szerzett építész diplomát, ahol többek között Jakab Dezső, Komor Marcell, Jámbor Lajos és Hegedűs Ármin évfolyamtársa volt. Mesterei Schnédár János, Steindl Imre és Pecz Samu voltak, akik hamar felfigyeltek tehetségére. A historizmus fénykorába és a műemlékvédelem hőskorába „csöppenő” Sándy a középkori építészet elszánt híve, Steindl Imre mellé szegődött aki révén még hallgatóként néhány kőfaragó tervével részt vehetett az Országház építésében. Pályakezdőként egyetemi professzoránál, Pecz Samunál helyezkedett el, ahol csakhamar fontos tényezővé vált. Erős hivatástudata mellett szenvedélye volt a fényképezés, az első gépét maga tervezte és építette. Az általa tervezett épületeket építés közben is fotografálta, dokumentálta.
1889 és 1899 között műegyetemi tanársegéd volt Pecz Samu Középítéstani Tanszékén. 1899 és 1914 között a Felső Építőipar Iskola tanára, majd 1914-től nyugdíjba vonulásáig, 1939-ig a Műegyetem II. Épületszerkezettan Tanszékének nyilvános, rendes tanára volt. Ekkor jelentette meg Fejezetek az épületszerkezetek köréből és az Újabb és különleges épületszerkezetek című tankönyveit, valamint Épületszerkezettani táblák címmel kiadta egyetemi előadásainak nagy részét. Számos társadalmi, szakmai és egyházi tisztséget is betöltött még ezeken kívül; volt a Magyar Mérnök és Építész Egyesület titkára, a Magyarországi Evangélikus Egyház főépítésze (és így számos budapesti és pestkörnyéki evangélikus templom tervezője), illetve a nagytarcsai evangélikus gyülekezet felügyelője, egyúttal számtalan cikket publikált, részt vett az első hivatalos építési szabályzat létrehozásában is. Ezeken felül igyekezett minden létező fórumot igénybe venni, hogy egy-egy budapesti épület vagy városrész hibáit orvosolják. Tanácsadással, tanulmányok megjelentetésével is segítette az evangélikus templomépítészetet, melyen belül külön súlyt fektetett az építészeti és belsőépítészeti tervek összehangolására, a liturgiának legmegfelelőbb elrendezésre. Társszerzőként vett részt az ezeket dokumentáló Kemény-Gyimesy féle Evangélikus templomok című kötet elkészítésében is.
Részt vett számos hazai és nemzetközi pályázaton is, többnyire egyedül, vagy barátjával, Foerk Ernővel közösen, melyeket számtalan díjat és elismerést nyert. Műemlék-felújítások mellett rengeteg épületet tervezett, köztük számtalan budapesti, illetve Pest vármegyei evangélikus templomot (pl. Nagykőrösi református templom), iskolát, egyéb közösségi intézményt, illetve a Széll Kálmán téri, a zágrábi és az újpesti Postapalotákat vagy a Daruvári kastélyt.
A második világháborúban, Budapest ostromakor találat érte házát, melyben terveinek, fényképeinek jelentős része dolgozószobájával együtt megsemmisült. Égi üzenetként értelmezte azt, mikor a romok eltakarításakor, egy kidőlt ajtólap alá szorulva megtalálta körzőkészletét, így munkáját a háború után is folytatta. Amerikába disszidált lánya számára kezdte el írni emlékiratait, melyben aprólékosan írt családjáról, munkájáról, mestereiről, utazásairól, a korabeli Budapest városrendezési kérdéseiről, első megvalósult terveiről, ez azonban halála miatt befejezetlen maradt.
Halálát az I. kerület Toldy Ferenc utca 18. szám alatti lakásában szívkoszorúér elkeményedés okozta.

### Családja
Feleségével, Grunewald Natáliával (1872–1956), Grunewald Róbert és felsőkubini Meskó Borbála lányával, 1893-től haláláig élt házasságban.
Négy gyermekük született:
- Sándy Róbert Gyula Jenő (1895–1945) gépészmérnök
- Sándy Piroska (1898–1983), férjezett Konok Tamásné
- Sándy Natália (1902–?), férjezett Horváth Barnabásné
- Sándy Gyula György (1908–1983)

## Emlékezete

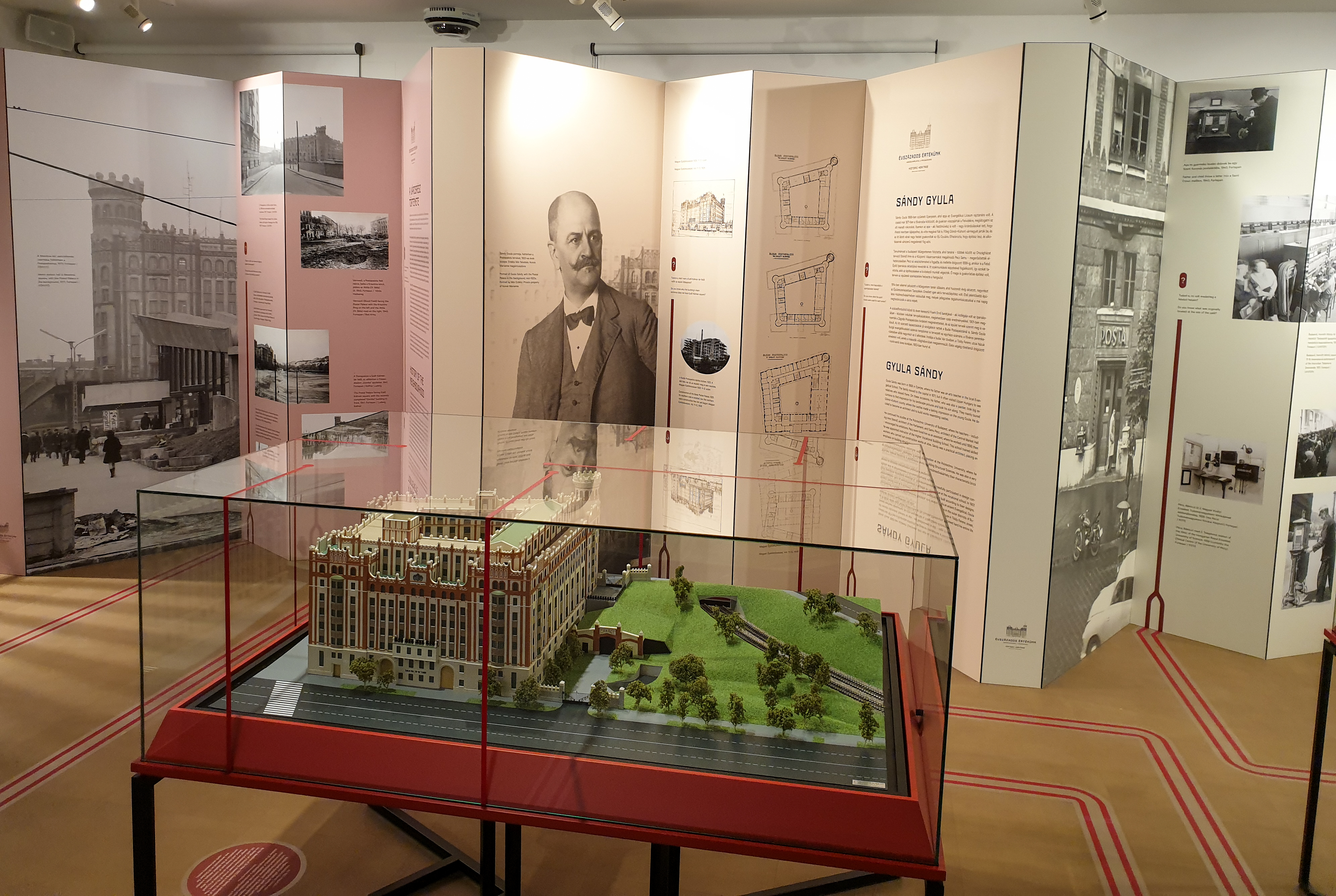
Időszaki kiállítás a Pénzmúzeumban a Postapalota építészéről, Sándy Gyuláról

Sándy Gyula tervanyaga és a visszaemlékezések 2000 és 2003 között kerültek a Sándy-családtól a Magyar Építészeti Múzeumhoz, Foerk Ernővel közös munkásságának dokumentumai pedig részben a Foerk-hagyaték révén.
2021-ben a Sándy Gyula által tervezett Postapalota felújítása során szintbeli gyalogos átjárót alakítottak ki a Krisztina körút és a Széll Kálmán tér között, amit még 2019-ben Sándy Gyula köznek neveztek el. (Innen nyílik az új Pénzmúzeum bejárata a Postapalota alsó szintjén.)

## Ismert épületeinek listája
Reök István szerint (1951) Sándy 54 templomot tervezett, amelyből 36 épült meg.
- 1903: Postaépület, Zágráb[12] – Foerk Ernővel közösen
- 1907: Nagykőrösi református templom, Nagykőrös, Szabadság tér – Foerk Ernővel közösen, tulajdonképpen átépítés
- 1910–1913: Elemi iskola, ma: József Attila Gimnázium, Budapest, Váli u. 1. – Orbán Jenővel közösen
- 1924–1926: Budapesti postapalota, Budapest, Krisztina körút 6.[13]
- 1927: Kispesti evangélikus templom, Budapest, Templom tér 1.[14]
- 1928: Újpesti postapalota, Budapest, István út 18.[15]
- 1929: Kaposvári evangélikus templom, Kaposvár, Kossuth u. 39.
- 1933: Pestújhely-Újpalotai Evangélikus Egyházközség temploma, Budapest, Templom tér 10.
- 1930–1932: Székesfehérvári evangélikus templom, Székesfehérvár, Szekfű Gyula u. 1.
- 1932: Rákosligeti evangélikus templom, Budapest, XIX. u. 15.
- 1935: Pesthidegkúti Evangélikus templom, Budapest, Ördögárok utca 8.
- 1935: Budafoki evangélikus templom, Budapest, Játék utca 16.
- 1935: Hatvani evangélikus templom, Hatvan, Úttörő u. 2
- 1938: Diósgyőr-vasgyári evangélikus templom, Miskolc, Lónyay Menyhért u. 12.
- 1938: Angyalföldi evangélikus templom, Budapest, Kassák Lajos utca 22.
- 1939: Rákoshegyi evangélikus templom, Budapest, Tessedik tér 1.
- 1940/1944: Nádorvárosi evangélikus templom, Győr, Baros Gábor utca
- ?: Postapalota, Zágráb
- ?: Kastély, Daruvár

## Kiadott művei, közreműködései
- Sándy Gyula: Újabb és különleges épületszerkezetek, tankönyv, Budapest, 1920
- Sándy Gyula: Fejezetek az épületszerkezetek köréből Budapest, 1929–1930
- Sándy Gyula: Épületszerkezettani táblák, összegyűjtött egyetemi előadások, Budapest, 1932
- Kemény Lajos – Gyimesi Károly: Evangélikus templomok, Budapest, 1944
- Sándy Gyula: Hogyan lettem és hogyan voltam én templom-építő, tervező és művezető építész, Magyar Építészeti Múzeum 2005. Lapis Angularis VI. Források a Magyar Építészeti Múzeum gyűjteményéből

## Képtár

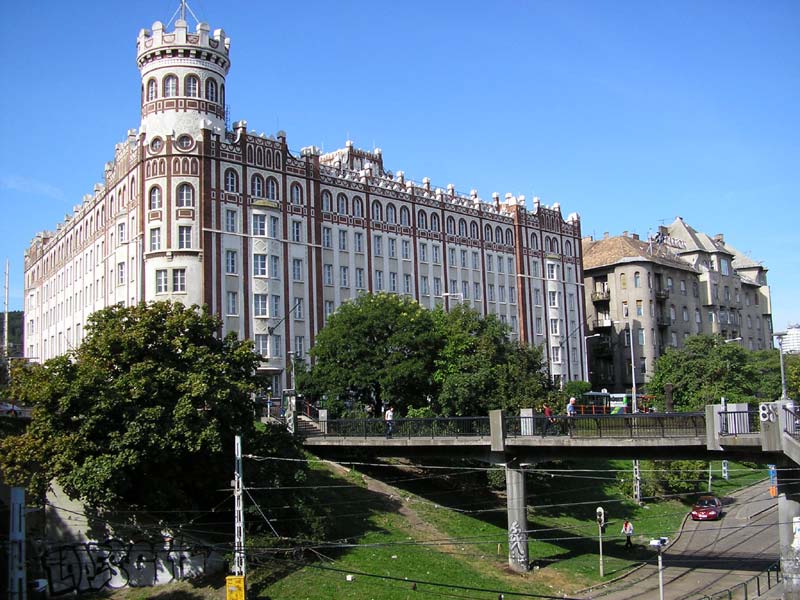
Postapalota, Budapest
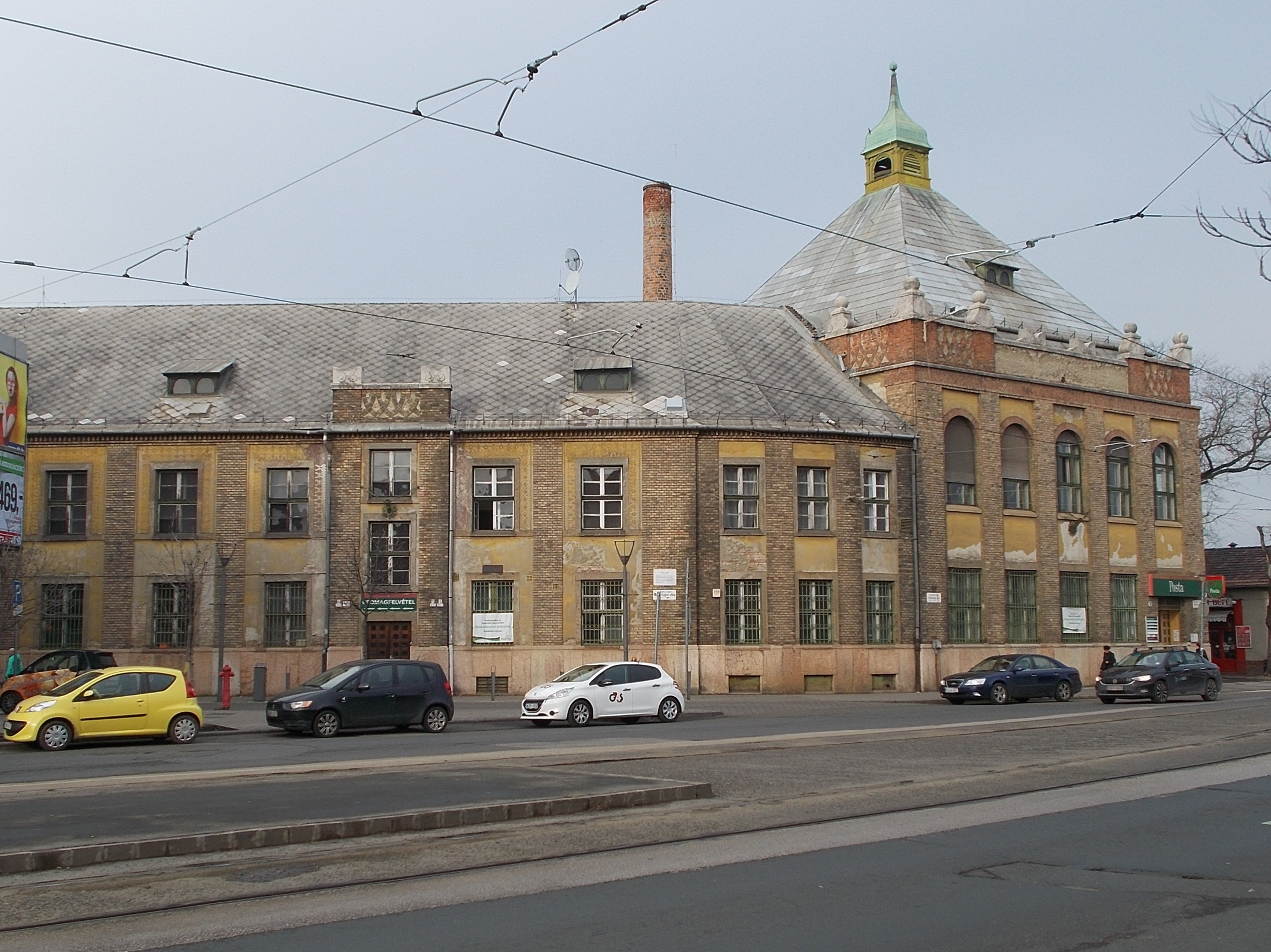
Újpesti Postapalota, Budapest
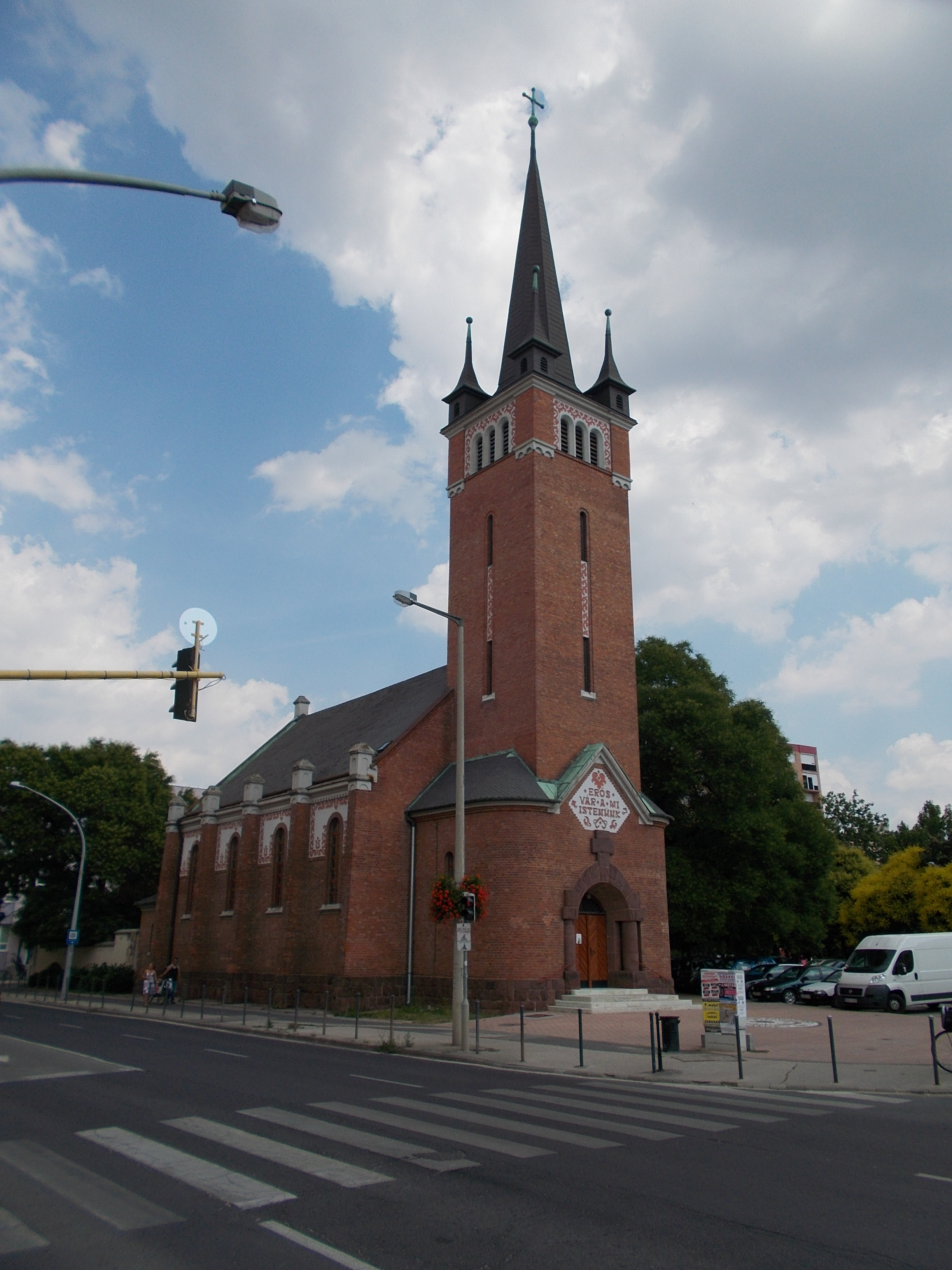
Evangélikus templom, Székesfehérvár
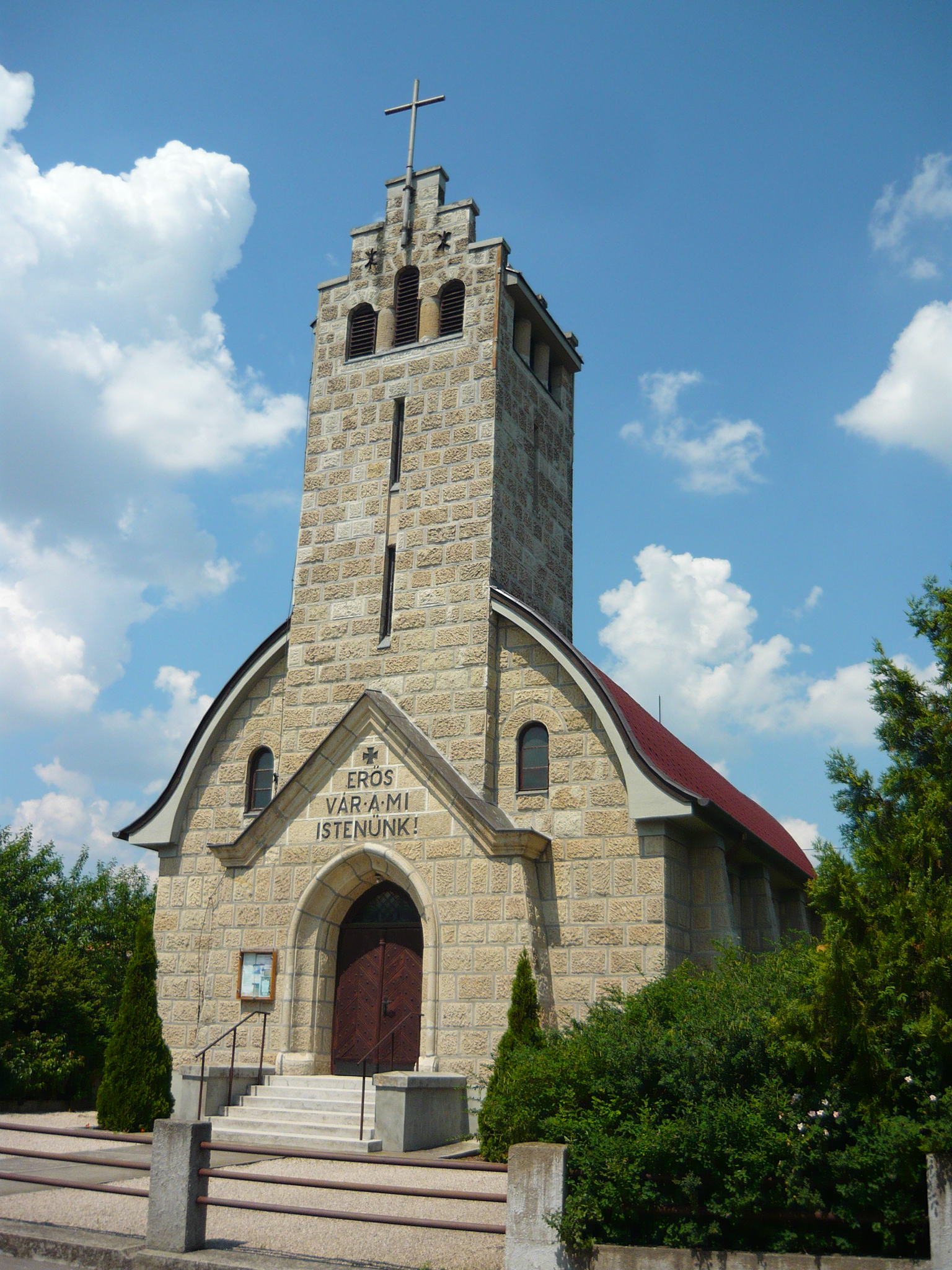
Evangélikus templom, Rákosliget
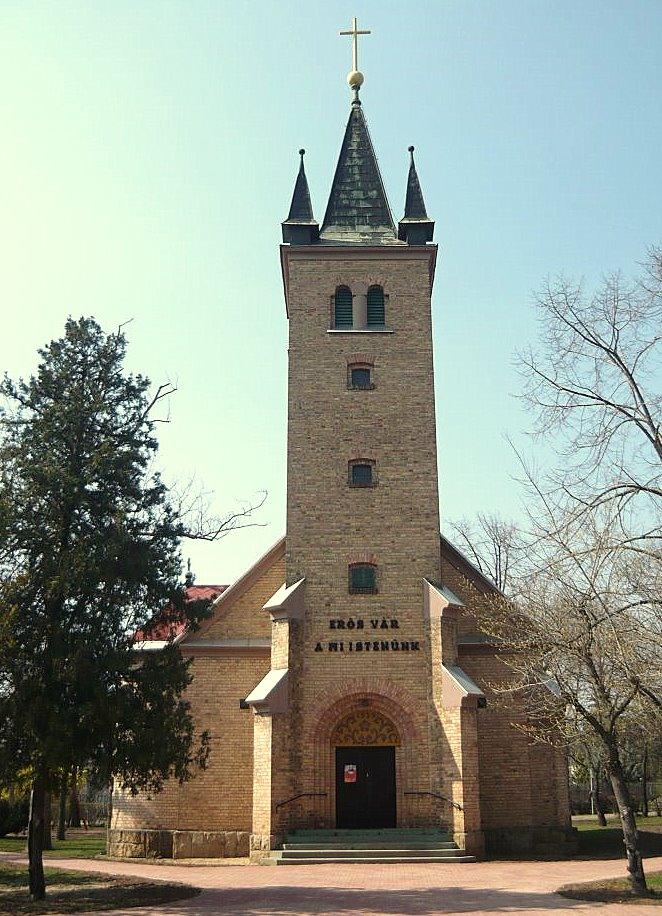
Evangélikus templom, Rákoshegy
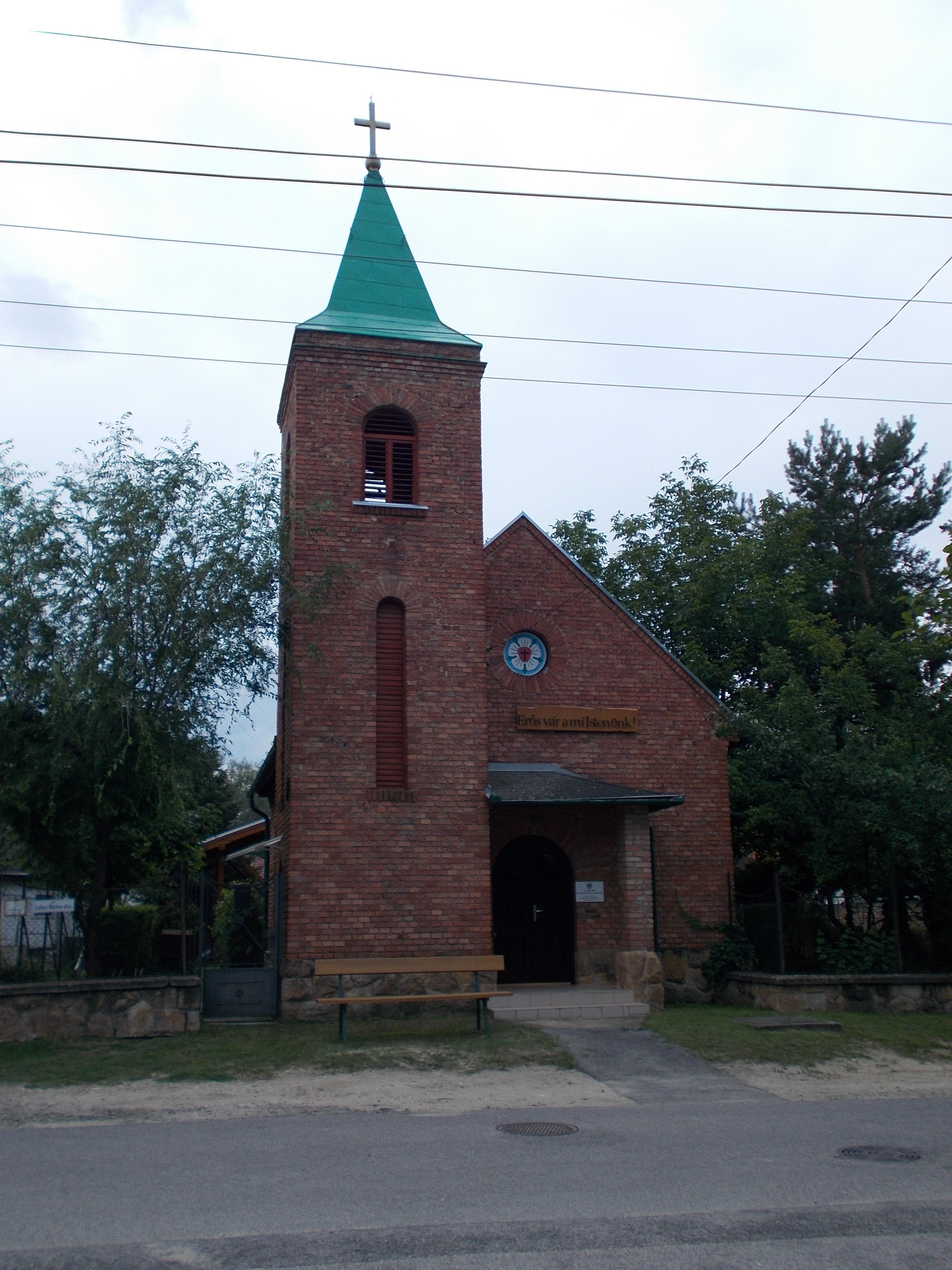
Evangélikus templom, Alsógöd
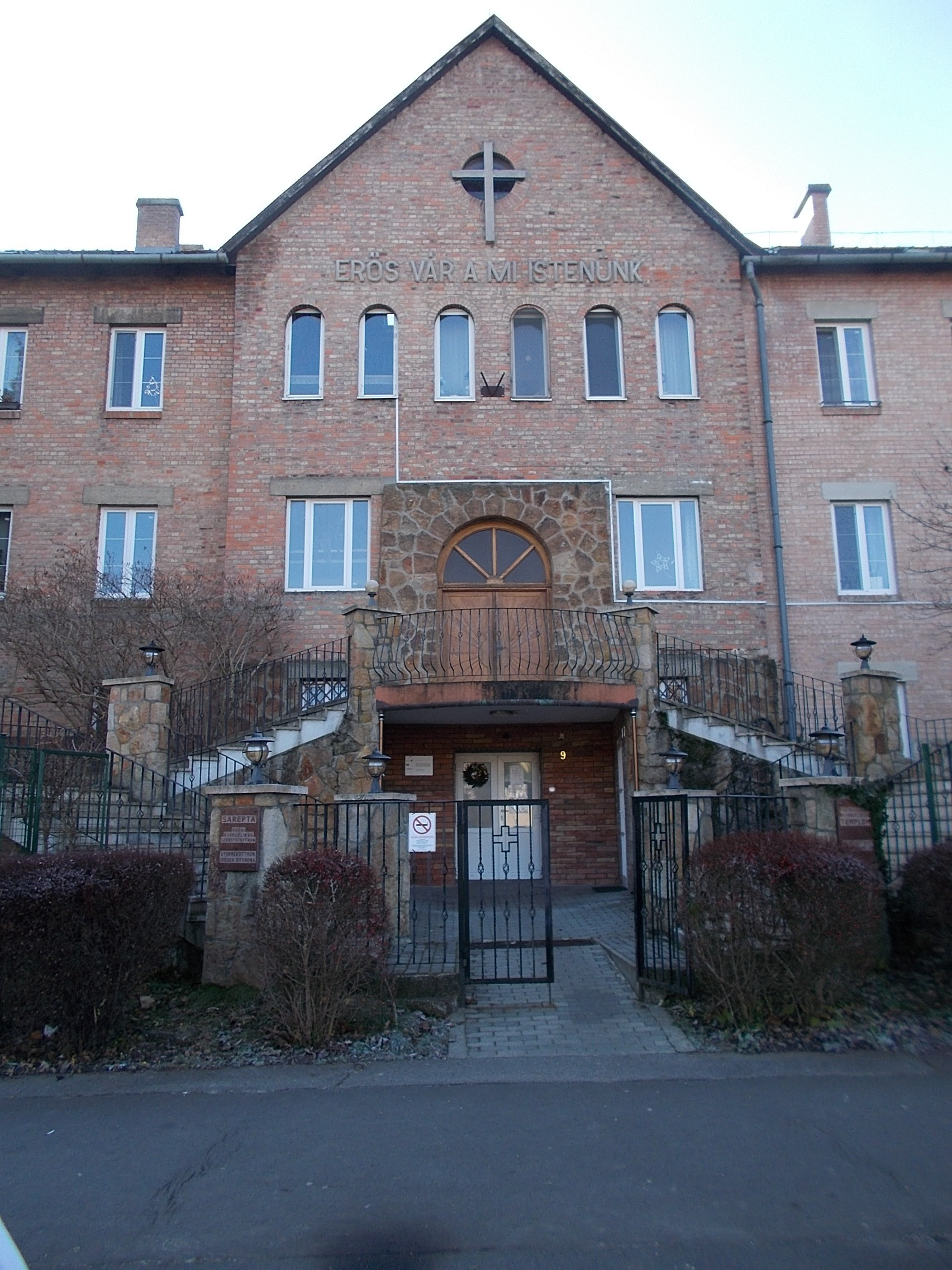
Evangélikus templom, Pesthidegkút
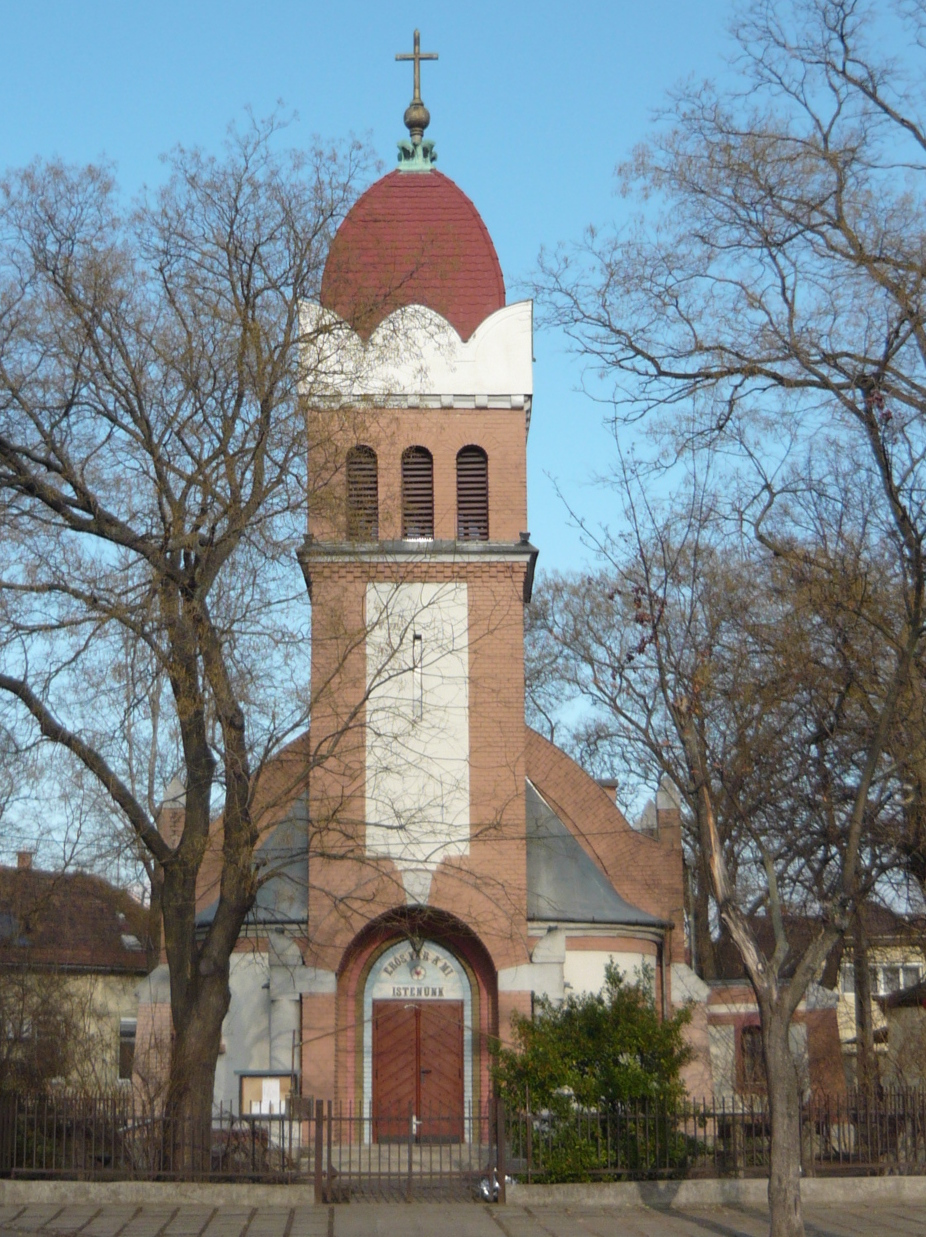
Evangélikus templom, Pestújhely
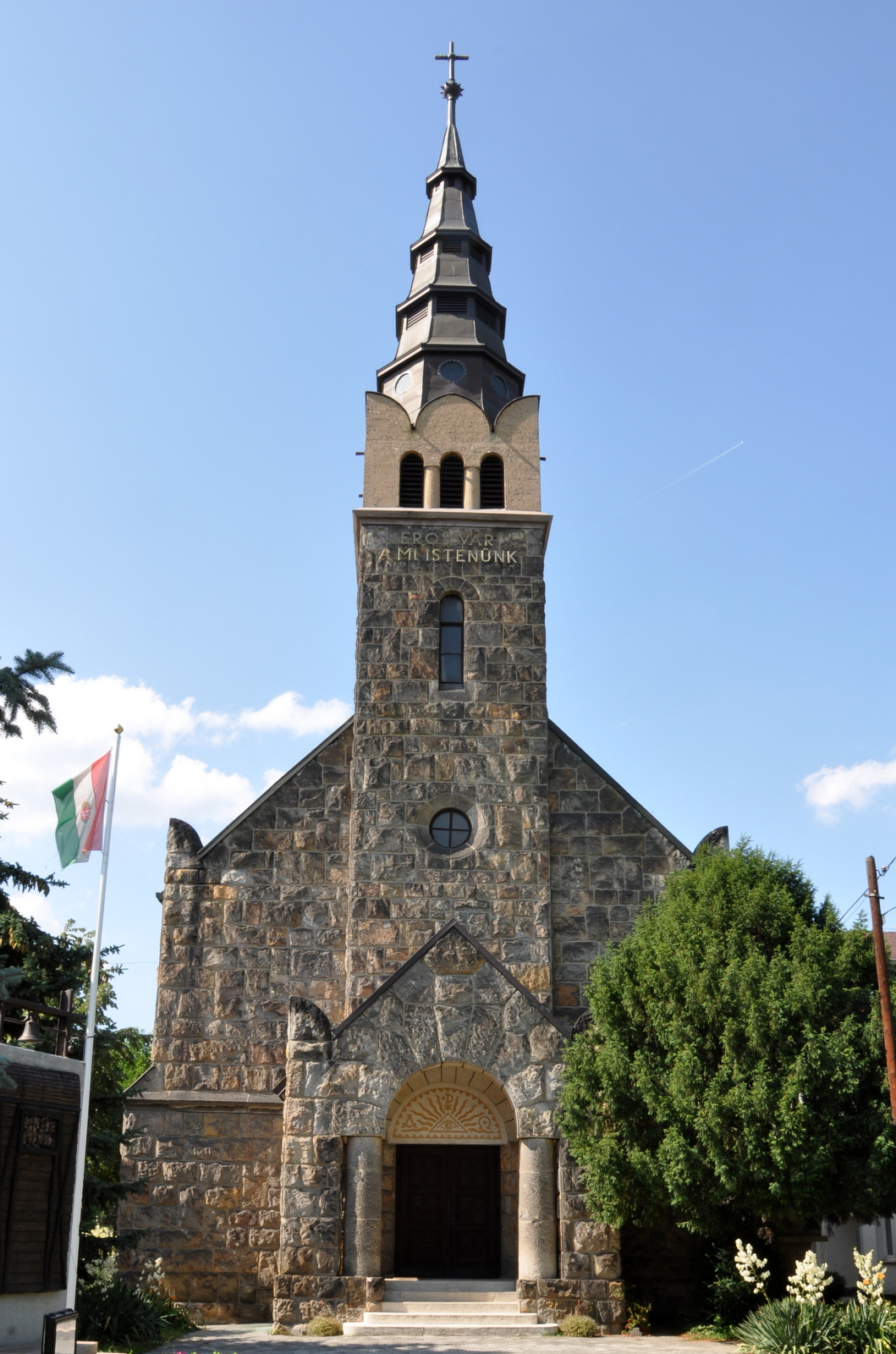
Evangélikus templom, Budafok
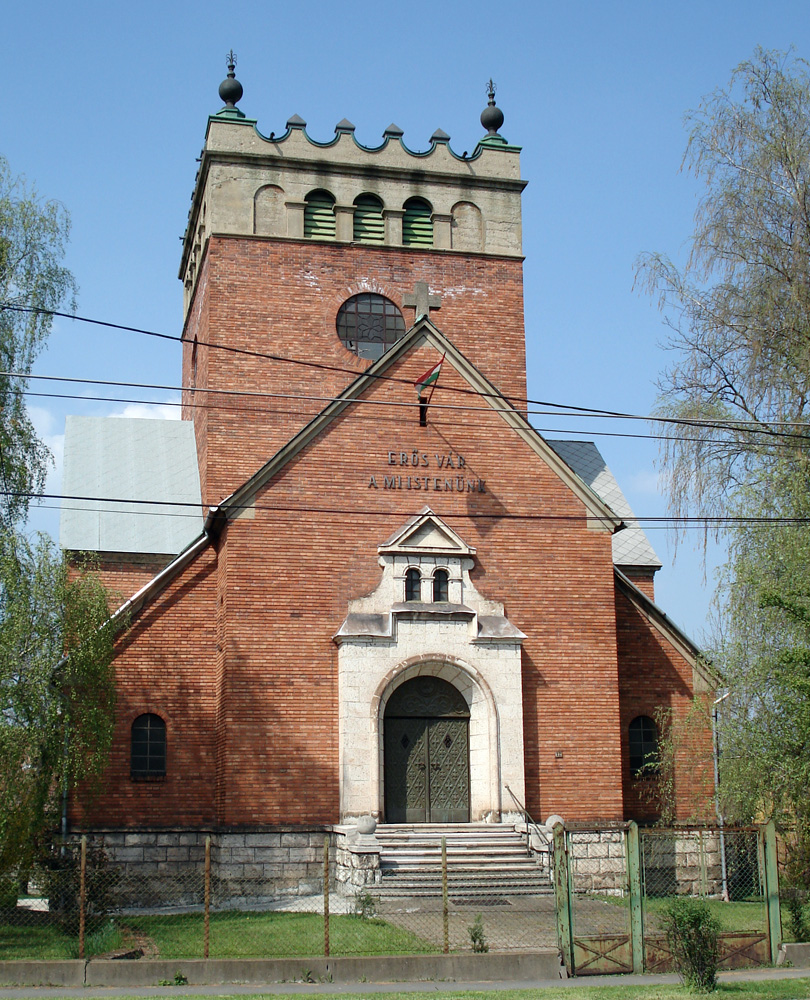
Evangélikus templom, Diósgyőr-Vasgyár, Miskolc
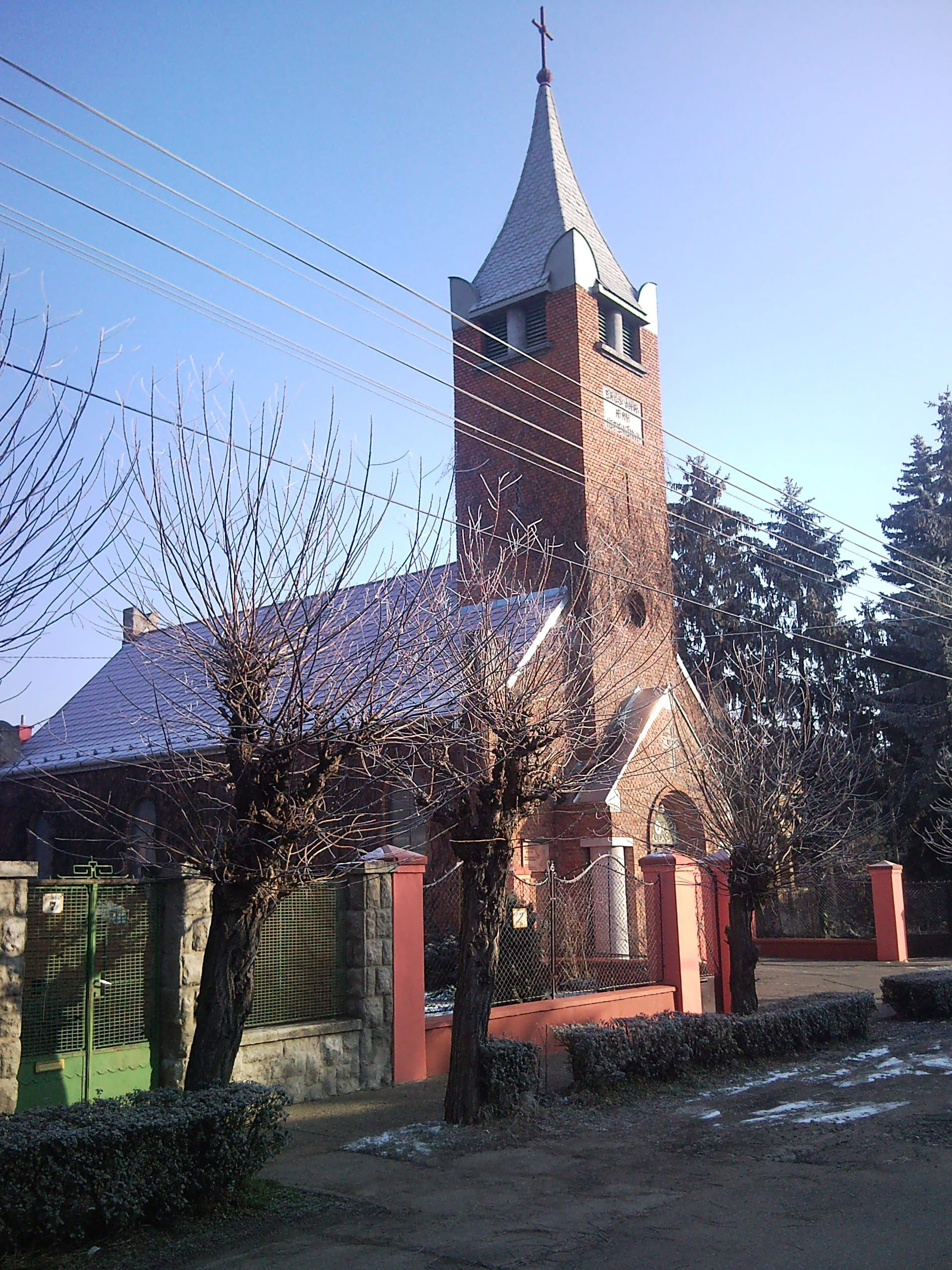
Evangélikus templom, Hatvan
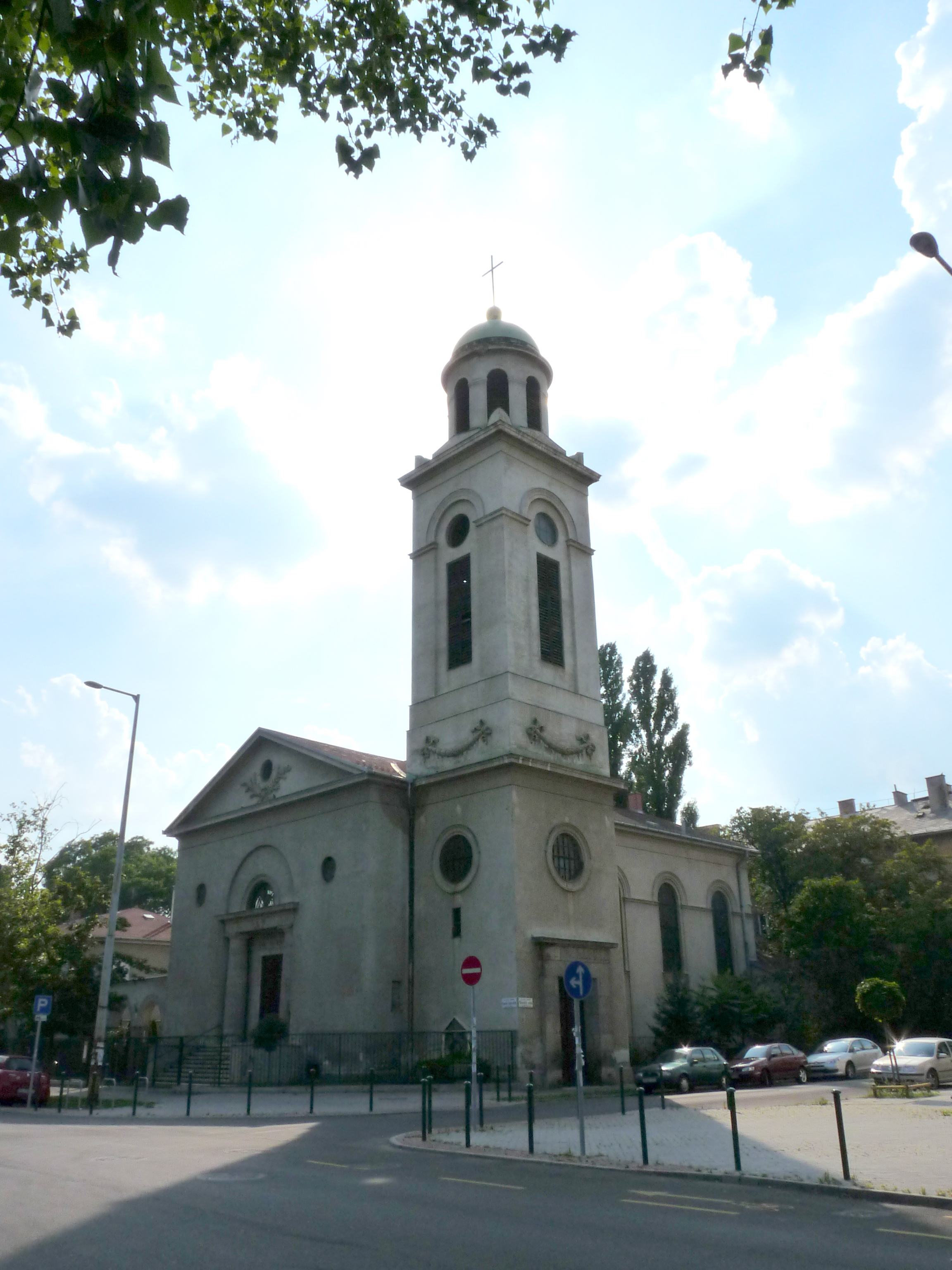
Evangélikus templom, Angyalföld
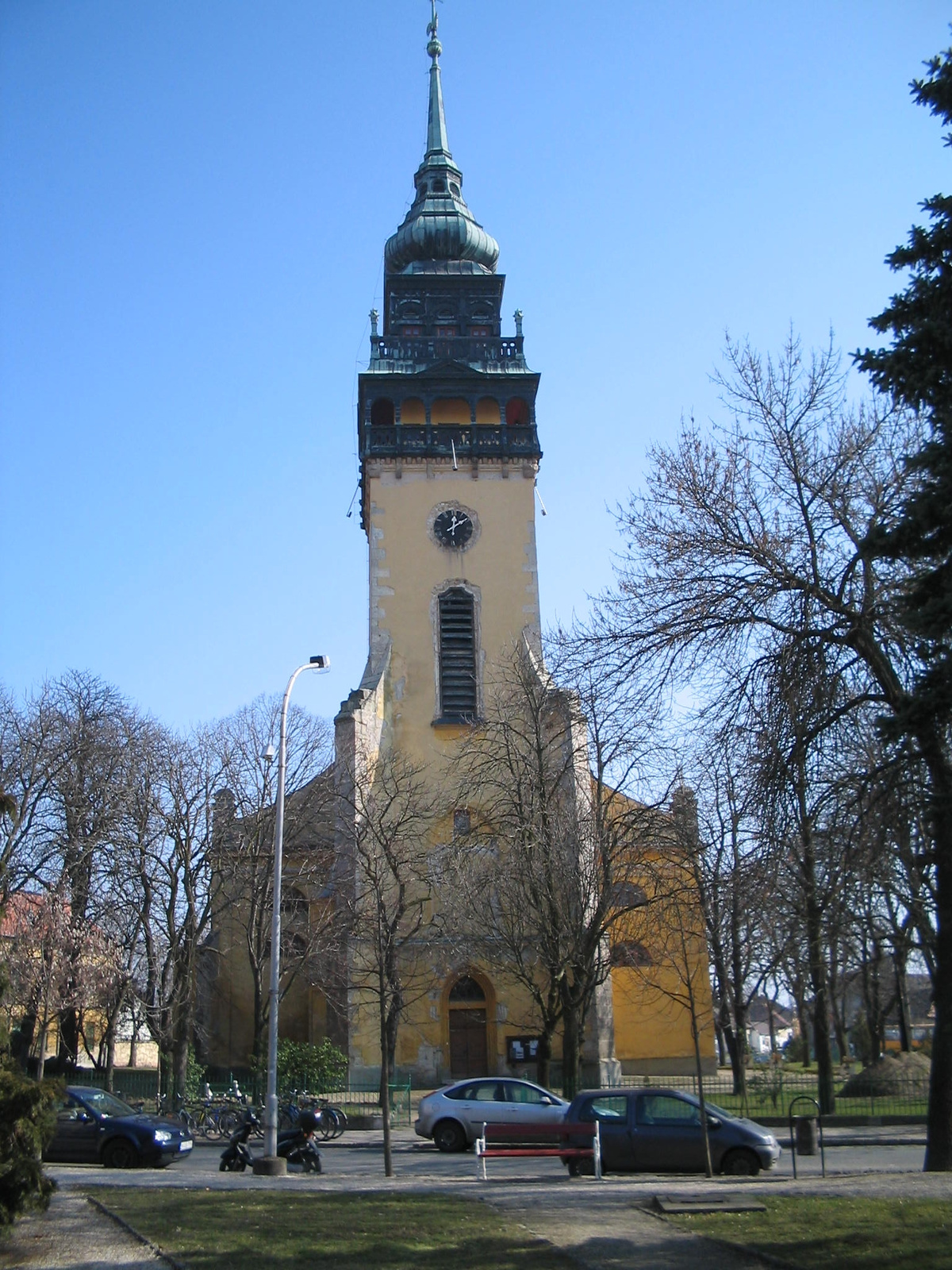
Református templom, Nagykőrös
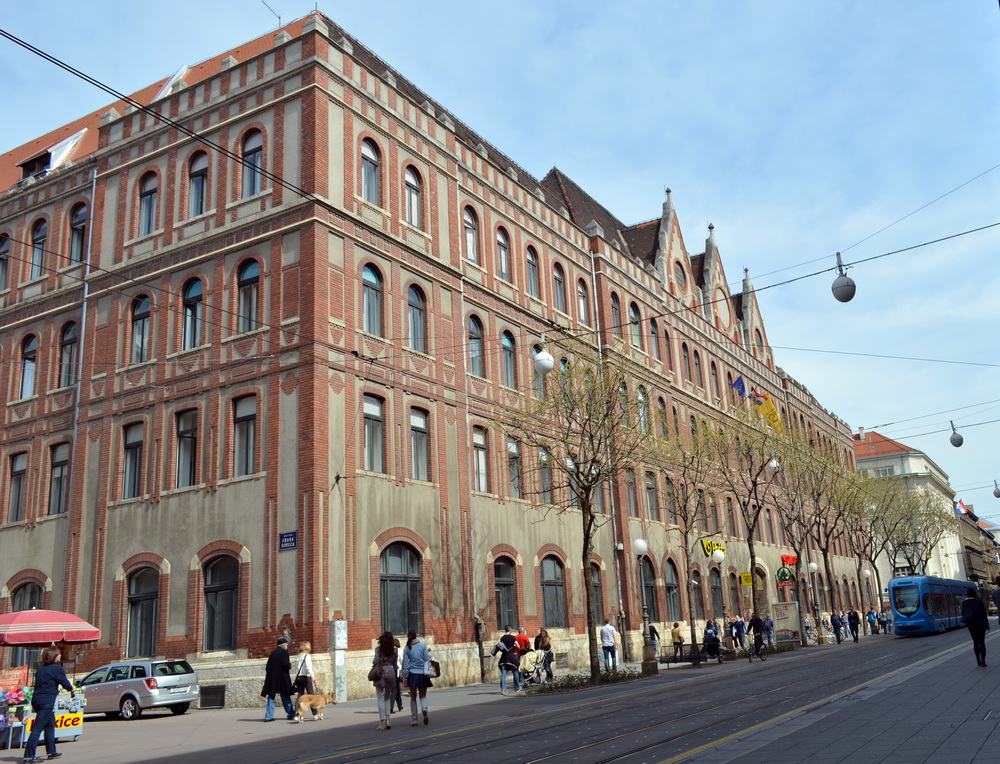
A zágrábi postaépület mai megjelenése
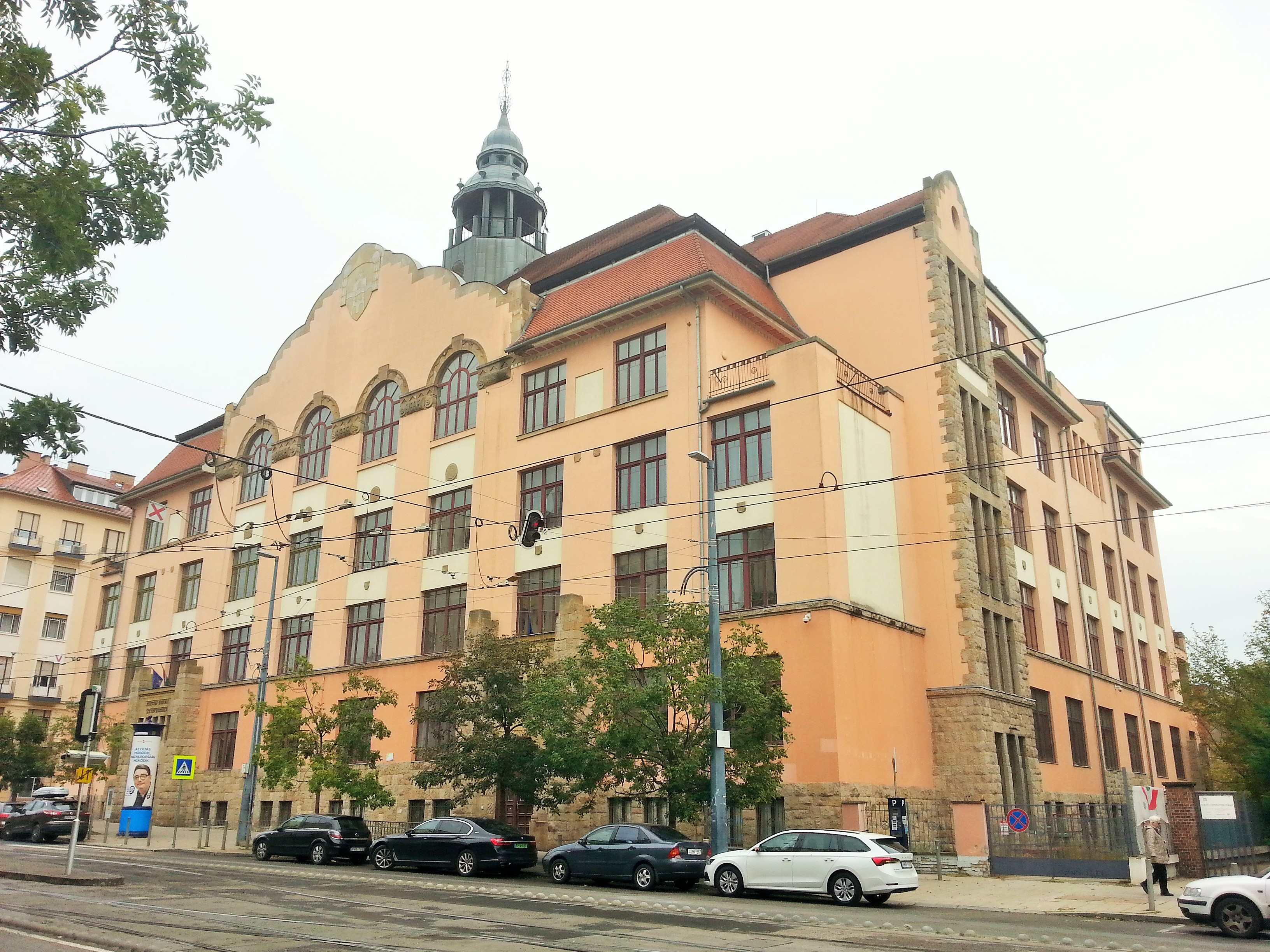
Elemi iskola, Budapest (ma József Attila Gimnázium)
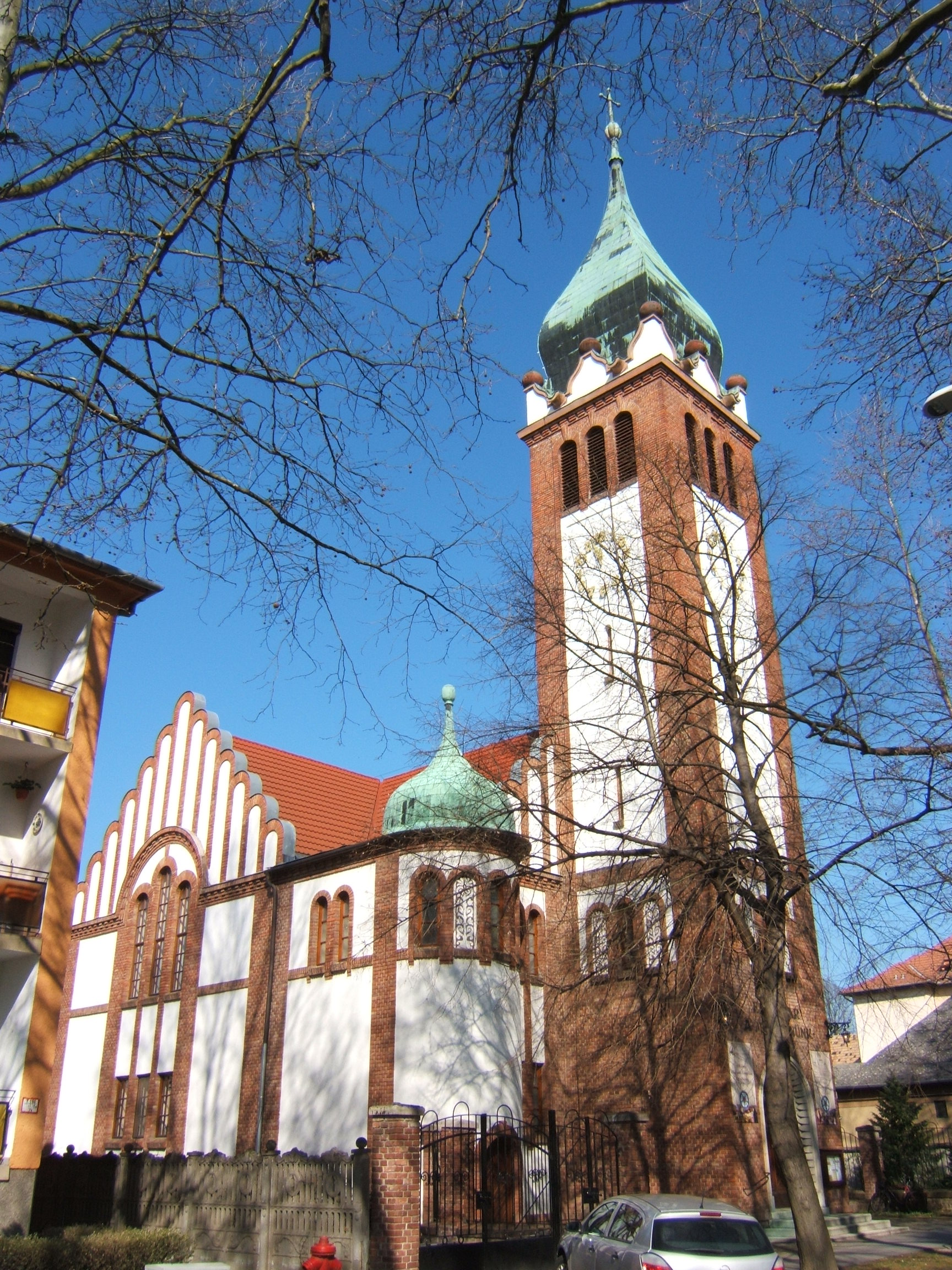
Evangélikus templom, Kaposvár

## Egyéb irodalom
- (szerk.) Rozsnyai József: Építőművészek Ybl és Lechner korában, Terc Kereskedelmi és Szolgáltató Kft., Budapest, 2015, ISBN 978-615-5445-12-5